# Qëndrim Guri
Pour les articles homonymes, voir Guri (homonymie).
Qëndrim Guri, né le 27 novembre 1993 à Uroševac, est un coureur cycliste kosovar qui a notamment participé à la course en ligne masculine de cyclisme sur route aux Jeux olympiques d'été de 2016.

## Palmarès
- 2011
  - 3e du Tour du Kosovo
- 2014
  -  Champion du Kosovo sur route
- 2015
  -  Champion du Kosovo sur route
- 2016
  - 2e du championnat du Kosovo du contre-la-montre
  - 3e du championnat du Kosovo sur route

## Classements mondiaux
| Année           | 2016 |
| --------------- | ---- |
| UCI Europe Tour | 912e |